# بخش بلوم، شهرستان وود، اوهایو
بخش بلوم (به انگلیسی: Bloom Township) یک منطقهٔ مسکونی در ایالات متحده آمریکا است که در شهرستان وود، اوهایو واقع شده‌است.
 بخش بلوم ۹۲٫۳ کیلومتر مربع مساحت و ۲٬۶۰۹ نفر جمعیت دارد و ۲۱۸ متر بالاتر از سطح دریا واقع شده‌است.